# Anaklein
Isabel Riesterer-Algarvio connu sous le nom de scène de Anaklein est une auteur/interprète Dance. 
Elle est l'épouse de Fred Rister qui est également son producteur et compositeur. 
Ils se rencontrent à Lille, en discothèque, au début des années 2000. D'abord signé chez 3E Média qui fait faillite, l'album Darkside sort en 2005, comprenant un remix de la chanson Personal Jesus de Depeche Mode. Cet album a mis au moins deux ans à être produit. Il est aussi à noter que sa chanson Lena, une reprise du groupe belge 2 Belgen a été remixée par de nombreux DJ comme Joachim Garraud, ami de son mari depuis les années 1990 où ils se sont connus à Maxximum.

## Discographie

### Album
Darkside
1. Darkside
2. Army Now
3. First Step
4. Thanks DM (Personal Jesus)
5. Lena
6. I'v Got The Music
7. Hey Little Girl
8. Emotion
9. Step By Step
10. The Way Of Life
11. Thanks DM (Personal Jesus)
12. Estrela Da Vida
13. It's Five O'clock

### Singles
- Emotion (2003)
- I've Got The Music (2004)
- Thanks DM (Personal Jesus) (2004)
- Lena (Lena, Lena)(2005)
- Hey Little Girl (2005)
- Estrela Da Vida (2006)
- Take Me Higher (feat. DJ LBR & Nappy Paco) (2011)